# Rivellia hispanica
Rivellia hispanica är en tvåvingeart som beskrevs av Lyneborg 1969. Rivellia hispanica ingår i släktet Rivellia och familjen bredmunsflugor.
Artens utbredningsområde är Spanien. Inga underarter finns listade i Catalogue of Life.